# Bnkr44
Bnkr44 (prononcé en italien : Bunker Quarantaquattro, et stylisé en bnkr44) est un groupe italien de pop, originaire d'Empoli.

## Histoire
Bnkr44 se forme à Empoli, en Toscane, le 4 avril 2019. Leur nom fait référence au bunker, une ancienne maroquinerie reconvertie en studio pour le groupe, ainsi qu'à la date à laquelle le groupe est créé,. Après avoir tout d'abord partagé leurs chansons sur SoundCloud, ils publient leur premier album, 44.Deluxe, en 2020 avec le label Bomba Dischi.
En 2023, ils participent à la quatrième soirée du Festival de Sanremo, en reprenant avec Sethu la chanson Charlie fa surf du Baustelle. En fin d'année, ils participent eux-mêmes à l'émission Sanremo Giovani, durant laquelle ils se qualifient pour le Festival de Sanremo 2024.
En 2024, ils prennent donc part au Festival de Sanremo avec leur chanson Governo punk, et terminent à la 28e place. Lors du festival, ils se font notamment remarquer lors de la quatrième soirée, en reprenant Ma quale idea avec Pino D'Angiò. La version studio de la reprise atteindra plus de 40 millions d'écoutes sur Spotify. Après le décès de Pino seulement cinq mois plus tard, le groupe lui rends hommage dans l'émission Battiti Live.

## Membres
- Fares (Pietro Serafini)
- Erin (Dario Lombardi)
- Caph (Marco Vittiglio)
- JxN (Jacopo Adamo)
- Faster (Andrea Locci)
- Piccolo (Duccio Caponi)[6]

## Discographie

### Albums studio
- 2020 : 44.Deluxe
- 2021 : Farsi male a noi va bene
- 2022 : Farsi male a noi va bene 2.0
- 2023 : Fuoristrada
- 2025 : Tocca il cielo

### Singles
- 2023 : Effetti speciali
- 2024 : Governo punk
- 2024 : Ma che idea (avec Pino D'Angiò)